# Isaac van Duynen

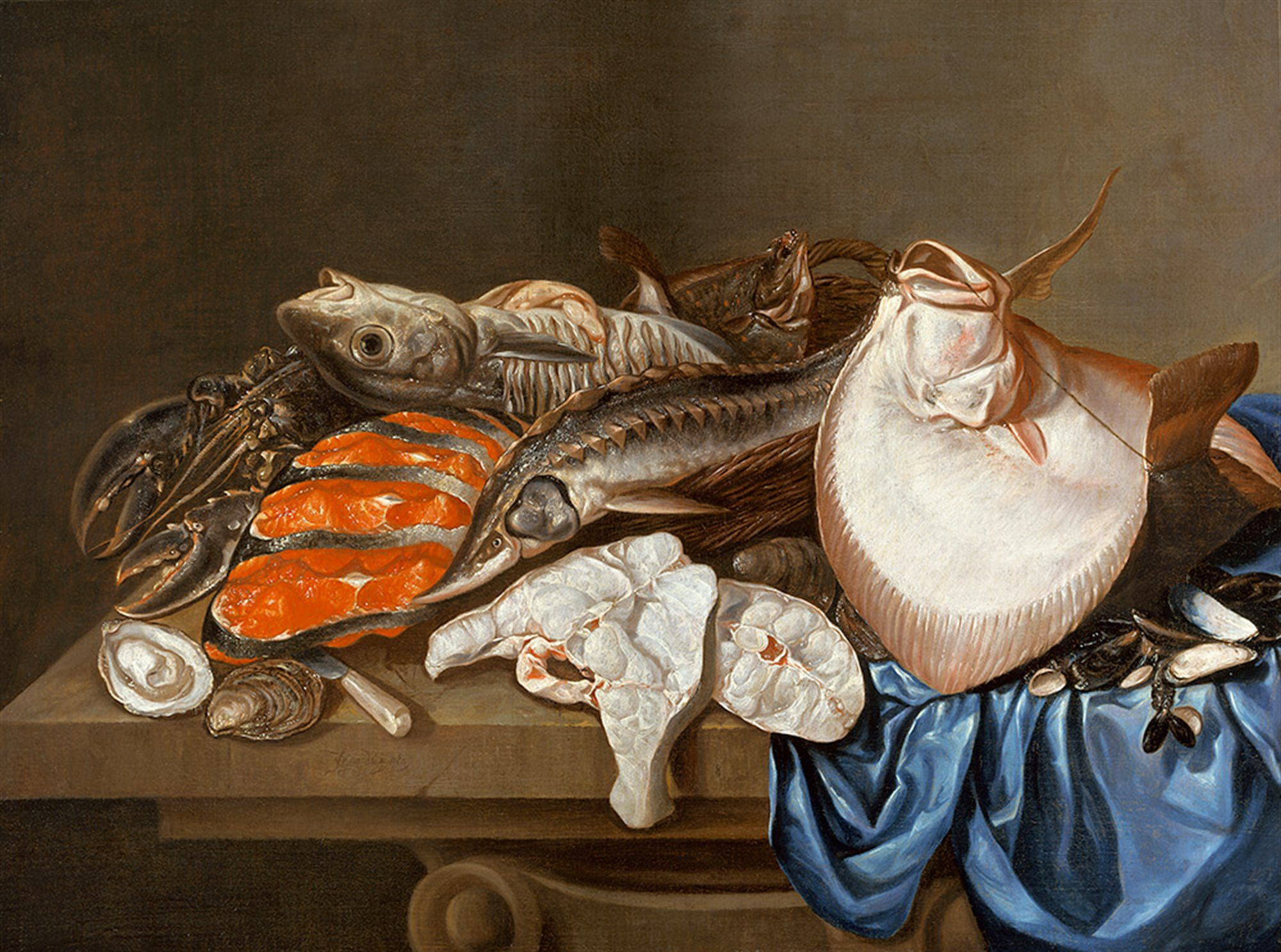
Visstilleven (1665/70)

Isaac van Duynen (Dordrecht, april 1628 – Den Haag, tussen december 1679 en februari 1681) was een Noord-Nederlandse schilder, gespecialiseerd in stillevens, met name visstillevens.
Van Duynen was een zoon van Gerrit Gerritszn van Duynen, een welgestelde visverkoper. Hij was de jongere broer van Abraham van Duijnen, een kunstschilder die zich toelegde op Italiaans aandoende landschappen. Hij trouwde vóór 1666 met Maria van Bladen. In Den Haag woonde hij aanvankelijk bij zijn schoonvader aan de Groenmarkt, later op de Lutherse Burgwal, en vervolgens in de Schoolstraat. In maart 1673 nam hij als vrijwilliger bij de Dordtse schutterij dienst om Alphen aan de Rijn tegen de Fransen te verdedigen.
Zijn loopbaan begon in Dordrecht, waar hij in 1651 als zelfstandig meester werkzaam was. Rond 1654-1655 vertrok hij naar Italië en verbleef tot 1657 in Rome. Nog in datzelfde jaar vestigde hij zich in Den Haag, waar hij actief bleef tot in ieder geval 1679. Hij werd in 1665 lid van de Confrerie Pictura. Van Duynen schilderde voornamelijk vis- en vruchtenstillevens. Zijn stijl toont verwantschap met Jan Davidszn de Heem en Pieter van Noort. Mogelijk was hij leerling van Jacob Gerritszn Cuyp en beïnvloedde hij later schilders zoals A. van Doeff.
Hoewel hij vermoedelijk een aanzienlijk vermogen erfde, kampte hij in zijn latere leven met financiële problemen, vooral door schulden bij wijnhandelaren.
- Biografisch Portaal: 84129717
- KulturNav: 19bb2ea2-c363-4d2f-8ca1-3f5cc8e3a331
- Nationale Bibliotheek van Israël: 987007527014505171
- RKD-Nederlands Instituut voor Kunstgeschiedenis: 25191
- Union List of Artist Names: 500000244
- Virtual International Authority File: 308698944